# Бесхвостые муравейницы
Бесхвостые муравейницы (лат. Hylopezus) — род воробьиных птиц из семейства гралляриевых (Grallariidae). Обитают в Южной Америке.
Виды этого рода довольно мелкие, длиной от 13,5 до 14,5 см, встречаются главным образом в низкогорных влажных лесах и на опушках. У всех видов есть полосы или пятна на груди, и у многих есть бросающееся в глаза кольцо вокруг глаз.

## Классификация
Международный союз орнитологов относит к роду 6 видов:
- Hylopezus perspicillatus (Lawrence, 1861) — Очковая бесхвостая муравейница
- Hylopezus macularius (Temminck, 1830) — Пятнистая бесхвостая муравейница
- Hylopezus paraensis (E. Snethlage, 1910)
- Hylopezus whittakeri Carneiro et al., 2012
- Hylopezus auricularis (Gyldenstolpe, 1941)
- Hylopezus ochroleucus (Wied-Neuwied, 1831) — Пестрогрудая бесхвостая муравейница